# Línea 195 (Montevideo)

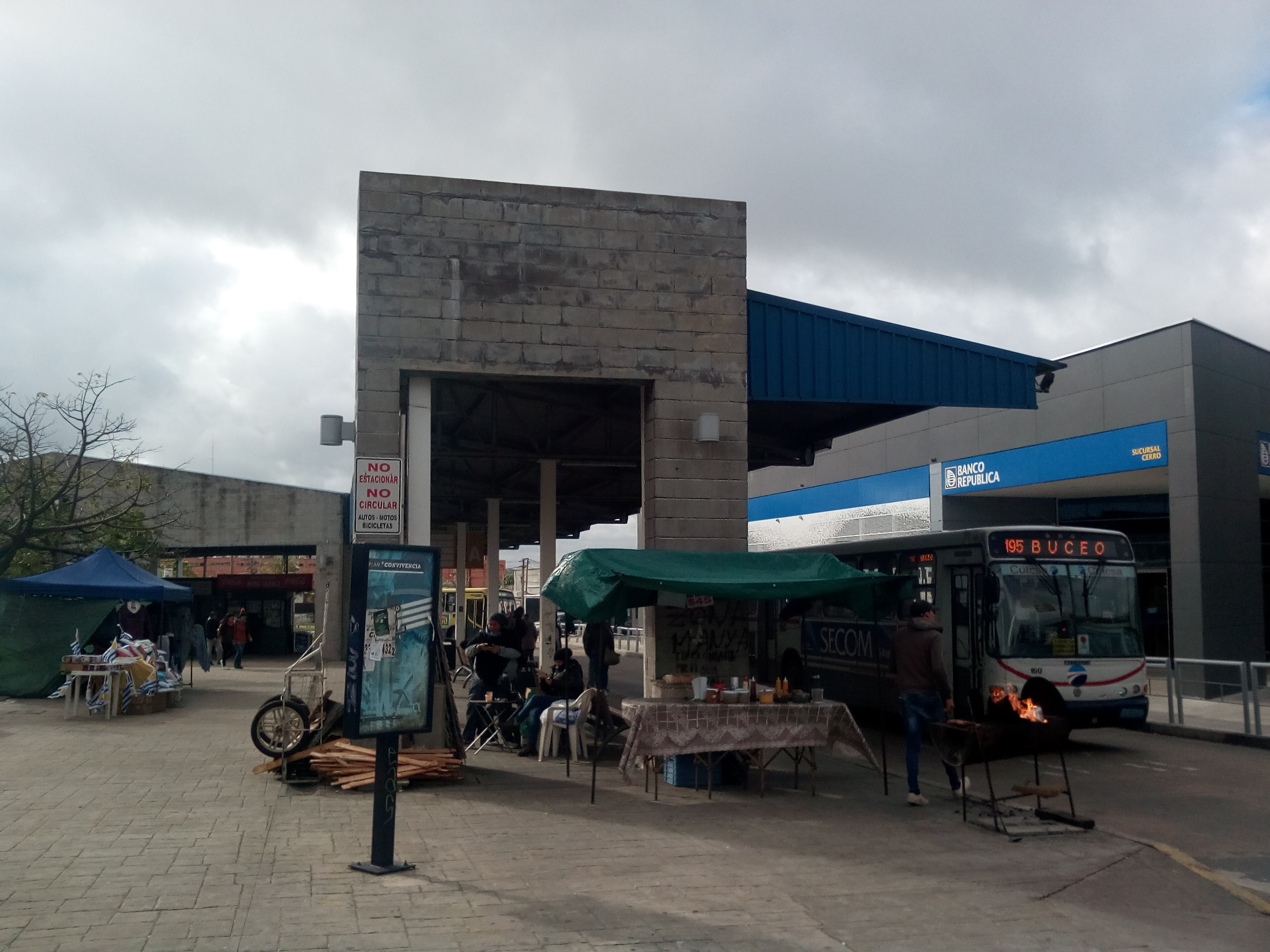
Línea 195 en la Terminal del Cerro.

La línea 195  de la red de transporte urbano de Montevideo une el barrio Buceo con Villa del Cerro. 
Cuenta con veintinueve kilómetros de recorrido, siendo uno de los recorridos más largos en la capital. 

## Características
Durante los fines de semana de invierno -hasta el año 2022- su recorrido culminaba en la Terminal del Cerro, dando paso a las líneas L17 y L18 a realizar hasta playa del Cerro dicho recorrido restante, pero tras la supresión de dichas líneas locales, la 195 pasa a realizar el destino de playa los 7 días de la semana.
En ocasiones, en el sentido ida tiene como destinos intermedios la terminal Cerro, la terminal Paso Molino o el Dique Nacional. 
En el caso del retorno, tiene como destino íntermedio el  Belloni. 

## Recorrido
En ambos sentidos circula  por los barrios Cerro, La Teja, Paso Molino, Sayago, Peñarol, Aires Puros, Cerrito de la Victoria, Maroñas, Malvin Norte y Buceo.
| Ida - Donizetti - Espinosa - Verdi - Avenida Solano López - Avenida Italia - Minnesota - Isla de Gaspar - Camino Carrasco - Hipólito Yrigoyen - Isidoro Larraya - Veracierto - Avenida José Belloni - Andén 4 (Intercambiador Belloni) - Avenida 8 de Octubre - Vicenza - Manuel Calleros - Gerónimo Piccioli - Coronel Juan Belinzón - Carreras Nacionales - Galvani - José Possolo - Corredor General Flores - Chimborazo - Avenida Burgues - Giro en "U" en Sorata - Avenida Burgues - Bulevar José Batlle y Ordóñez - Avenida Sayago - Camino Ariel - Molinos de Raffo - Camino Castro - Ángel Salvo - Fraternidad - Martín Berinduage - Heredia - Avenida Carlos María Ramírez - Ramón Tabárez - Zona B (Terminal del Cerro) - Pedro Castellino - Turquía - Haití - Avenida Santín Carlos Rossi - Avenida Carlos María Ramírez - Río de Janeiro - Inglaterra - Vizcaya - Suiza - Playa del Cerro | Vuelta - Suiza - Grecia - República Argentina - Río de Janeiro - Avenida Carlos María Ramírez - Santín C. Rossi - Pedro Castellino - Zona C (Terminal del Cerro) - Egipto - Japón - Avenida Carlos María Ramírez - Humboldt - Emilio Romero - Cayetano Rivas - Ángel Salvo - Camino Castro - Molinos de Raffo - Camino Ariel - Avenida Sayago - Bulevar José Batlle y Ordóñez - Ramón Márquez - Gral. Acha - Avenida Burgues - Hum - Avenida General San Martín - Chimborazo - Corredor General Flores - Carreras Nacionales - Cnel. Juan Belinzón - Gerónimo Piccioli - Avenida 8 de Octubre - Andén 6 (Intercambiador Belloni) - José Belloni - Veracierto - Camino Carrasco - Isla de Gaspar - Minnesota - Gauna - Comercio - Avenida Solano López - Rambla República de Chile - Playa Buceo |